# Ammenstamm

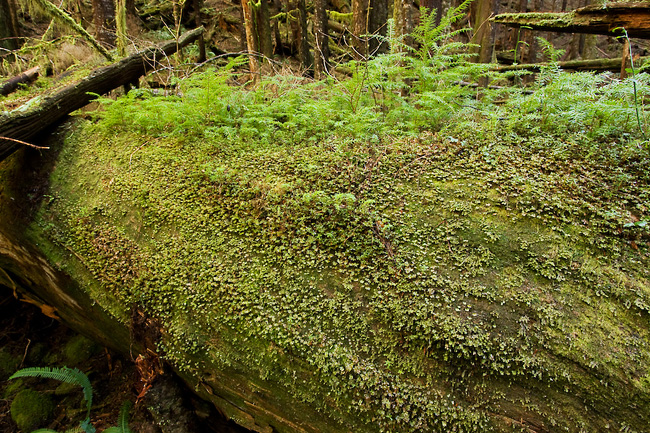
Ammenstamm im Avatar Grove (ein beliebter Spitzname für den indianischen Pacheedaht First Nation-Namen T'l'oqwxwat im nicht anerkannten Gebiet der Pacheedaht) in British Columbia, Kanada

Ein Ammenstamm ist ein umgestürzter Baum, der beim Zerfall eine ökologische Erleichterung für Setzlinge bietet. Im weiteren Sinne kann er auch anderen Pflanzen Schatten spenden oder sie bei ihrem Wachstum unterstützen. Zu den Vorteilen, die ein Ammenstamm für einen Setzling bietet, gehören: Wasser, Laubmoose, Laubstreu, Mykorrhiza, Krankheitsschutz, Nährstoffe und Sonnenlicht. Jüngste Forschungen zu Bodenpathogenen deuten darauf hin, dass sich in einigen Waldgemeinschaften Krankheitserreger, die einer bestimmten Baumart feindlich gesinnt sind, in der Nähe dieser Art zu sammeln scheinen und das Wachstum der Sämlinge bis zu einem gewissen Grad hemmen. Ammenstämme können daher einen gewissen Schutz vor diesen Krankheitserregern bieten und so das Überleben der Sämlinge fördern.

## Vorkommen

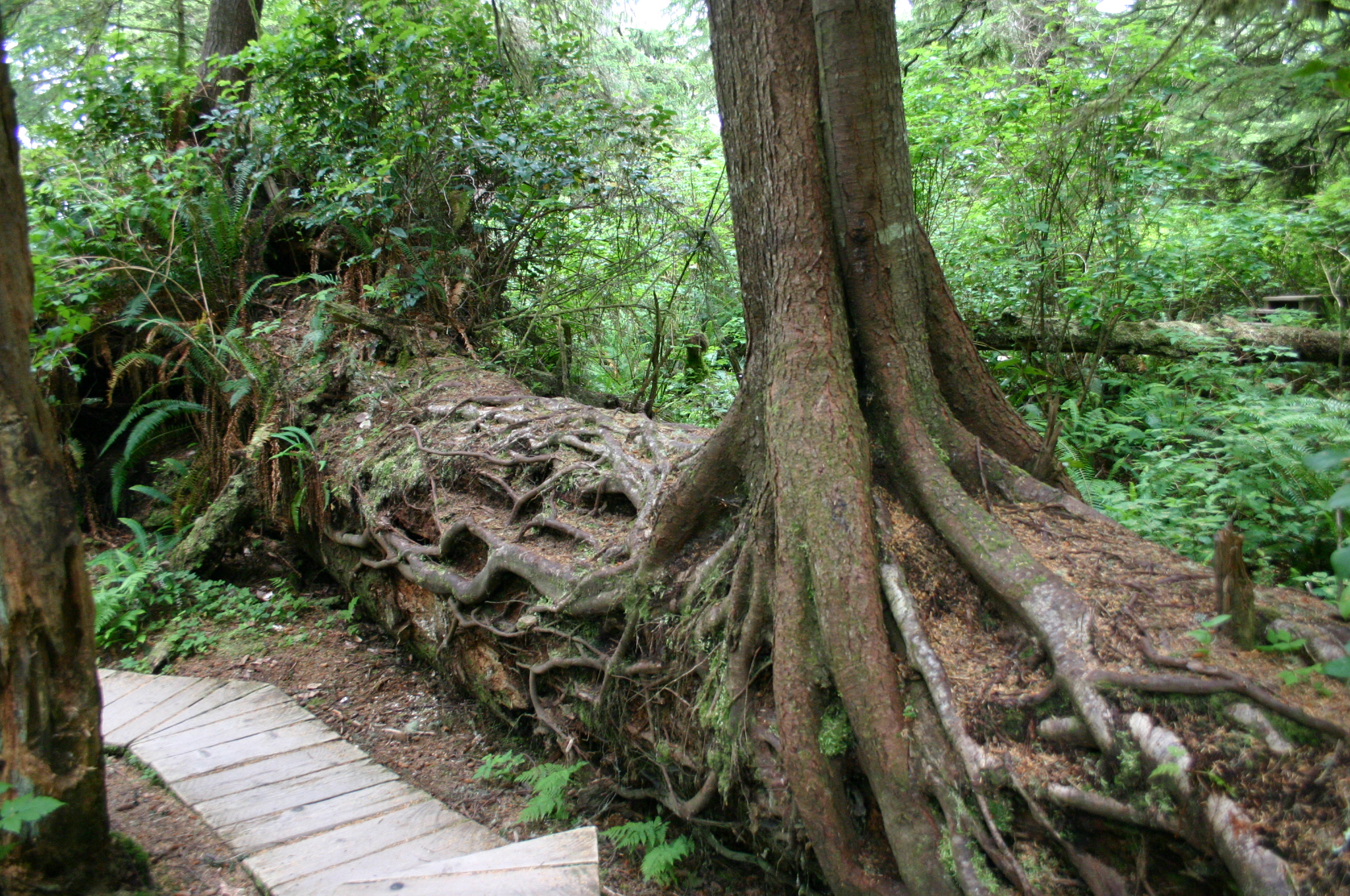
Ammenstamm der eine junge Westamerikanische Hemlocktanne beherbergt

Verschiedene mechanische und biologische Prozesse tragen zum Abbau von Lignin in umgestürzten Bäumen bei, was zur Bildung immer größerer Nischen führt, die sich in der Regel mit Waldabfällen wie Erde aus Frühjahrshochwasser, Nadeln, Moos, Pilzen und anderer Flora füllen. Moose können auch die Außenseite eines Ammenstamms bedecken, was dessen Verrottung beschleunigt und anderen Arten wiederum als Wurzelmaterial und zur Wasserspeicherung dient. Kleinere Tiere wie Eichhörnchen nutzen oft Ammenstämme als Sitz- oder Schlafplatz und tragen so durch ihre Futterreste und ihren Kot ebenfalls zur Einstreuung organischen Materials bei.
Die Zersetzung dieses Detritus trägt zur Bildung eines reichhaltigen Humus bei, der ein Saatbett und geeignete Bedingungen für die Keimung bietet.
In einem Ökosystem wie dem gemäßigten Regenwald bilden Ammenstämme oft das Saatbett für Nadelbäume.